# Соціалістичний рух за інтеграцію
Соціалістичний рух за інтеграцію (алб. Lëvizja Socialiste për Integrim) — соціал-демократична політична партія Албанії. На виборах в липні 2005 року вона отримала п'ять місць у парламенті. На парламентських виборах 2009 року в Албанії партія отримала чотири місця і в союзі з Демократичною партією сформувала уряд, у якому лідер партії Ілір Мета займав посаду міністра закордонних справ і заступника прем'єр-міністра.